# جاك خزمو
جاك خزمو (1951-2020) كاتب وإعلامي فلسطيني مقدسي، مؤسس وصاحب ورئيس تحرير مجلة البيادر السياسي التي كانت تصدر في القدس. توفي بعد مسيرة إعلامية طويلة امتدت لأكثر من نصف قرن في الدفاع عن حقوق الشعب الفلسطيني في الحرية والاستقلال. من مؤسسي الاتحاد العام للكتاب والأدباء الفلسطينيين. منح وسام التقدير من الدرجة الأولى من مؤسسة تقدير الفلسطينية.

## حياته وسيرته المهنية
ولد جاك خزمو في حارة الشرف بالبلدة القديمة في القدس عام 1951 وتلقى تعليمه في مدرسة مارتن لوثر الإعدادية في القدس وتخرج عام 1969 من مدرسة المطران الثانوية في القدس. حصل على شهادة الدبلوم من كلية بيرزيت عام 1971، وعلى شهادة البكالوريوس في علوم الكيمياء من الجامعة الأمريكية في بيروت عام 1973.
أسس وزوجته ندى حايك خزمو مجلتي البيادر الأدبية (1976) والبيادر السياسي (1981). وقد ساهمت مجلة البيادر الأدبية في إنشاء اتحاد الكتاب الفلسطينيين. أما مجلة «البيادر السياسي» فهي من أوائل المجلات السياسية الأسبوعية التي صدرت في القدس بعد الاحتلال عام 1967، وقد صدر العدد الأول منها في 1/4/1981 وكانت توزع في جميع أنحاء فلسطين وفي القاهرة وأوروبا وأمريكا الشمالية. في بداية طريقها منع توزيع المجلة لمدة ثلاث سنوات ونصف في الضفة الغربية وقطاع غزة (1982-1985)، وكان توزيعها بسبب ذلك يقتصر على القدس والجولان وفلسطين المحتلة عام 1948.
الزوجين المقدسيين جاك وندى خزمو هما مناضلان مناديان بحق الصحافة الفلسطينية، وقفا أمام الإجراءات العسكرية الإسرائيلية وطالبا بحقوق الصحفيين وواجهوا قوات الاحتلال التي كانت تمنع تجمع أكثر من 10 أفراد وانتصروا على الرقابة العسكرية في ساحات القضاء. وقد تعرض جاك خزمو إلى اعتقال واستجوابات وتهديدات واعتداءات كادت تودي بحياته. كذلك تعرض بيته إلى إطلاق أكثر من ستين طلقة نارية ومحاولة حرق سيارته. كما وتعرضت زوجته ندى خزمو إلى سلسلة من الاعتداءات وكان أهمها قيام الشرطة الإسرائيلية وقوات حرس الحدود بالاعتداء بالضرب عليها يوم 21\7\1988 واتهامها بمحاولة اختطاف سلاح جندي واعتقالها، وتعرضت نتيجة الضرب إلى الإجهاض واستمرت المحاكمة 5 سنوات حيث تمت تبرئتها أيضا.ً  هذا بالإضافة إلى عدة اعتداءات أخرى كادت تودي بحياتها منها محاولات شنق ودهس وطعن وكذلك إلى التهديد والملاحقة في الولايات المتحدة الأمريكية أثناء حضورها لمؤتمر حول النشر.
توفي جاك يوسف خزمو يوم الجمعة 5-6-2020 م في مدينة القدس المحتلة بعد صراع طويل مع المرض  عن عمر يناهز ال69 عام، وله ثلاث بنات، سُمى ولمى ودالة.